# Beltons dikbekje
Het beltons dikbekje (Sporophila beltoni) is een zangvogel uit de familie Thraupidae (tangaren).

## Verspreiding en leefgebied
Deze soort komt voor in zuidelijk Brazilië, met name in Rio Grande do Sul, Santa Catarina en Paraná.